# Trichosia ornatipennis
Trichosia ornatipennis är en tvåvingeart som först beskrevs av Edwards 1933.  Trichosia ornatipennis ingår i släktet Trichosia och familjen sorgmyggor. Inga underarter finns listade i Catalogue of Life.